# Ássiros
Ássiros är en ort i Grekland.   Den ligger i prefekturen Nomós Thessaloníkis och regionen Mellersta Makedonien, i den norra delen av landet, 300 km norr om huvudstaden Aten. Ássiros ligger 191 meter över havet och antalet invånare är 2 409.
Terrängen runt Ássiros är platt åt sydväst, men åt nordost är den kuperad.Runt Ássiros är det ganska tätbefolkat, med 83 invånare per kvadratkilometer. Närmaste större samhälle är Oraiókastro, 13,8 km sydväst om Ássiros. Trakten runt Ássiros består till största delen av jordbruksmark.